# Trematodon usambaricus
Trematodon usambaricus är en bladmossart som beskrevs av Brotherus 1913. Trematodon usambaricus ingår i släktet tranmossor, och familjen Bruchiaceae. Inga underarter finns listade i Catalogue of Life.